# مانهاتان بيتش (كاليفورنيا)
مانهاتان بيتش (بالإنجليزية: Manhattan Beach)‏ هي إحدى مدن مقاطعة لوس أنجليس، كاليفورنيا. تم إعطاءها لقب مدينة في 12 ديسمبر، 1912.

## المناخ
يظهر الجدول التالي التغييرات المناخية على مدار السنة لمانهاتان بيتش:
| البيانات المناخية لـمانهاتان بيتش | البيانات المناخية لـمانهاتان بيتش | البيانات المناخية لـمانهاتان بيتش | البيانات المناخية لـمانهاتان بيتش | البيانات المناخية لـمانهاتان بيتش | البيانات المناخية لـمانهاتان بيتش | البيانات المناخية لـمانهاتان بيتش | البيانات المناخية لـمانهاتان بيتش | البيانات المناخية لـمانهاتان بيتش | البيانات المناخية لـمانهاتان بيتش | البيانات المناخية لـمانهاتان بيتش | البيانات المناخية لـمانهاتان بيتش | البيانات المناخية لـمانهاتان بيتش | البيانات المناخية لـمانهاتان بيتش |
| الشهر                             | يناير                             | فبراير                            | مارس                              | أبريل                             | مايو                              | يونيو                             | يوليو                             | أغسطس                             | سبتمبر                            | أكتوبر                            | نوفمبر                            | ديسمبر                            | المعدل السنوي                     |
| --------------------------------- | --------------------------------- | --------------------------------- | --------------------------------- | --------------------------------- | --------------------------------- | --------------------------------- | --------------------------------- | --------------------------------- | --------------------------------- | --------------------------------- | --------------------------------- | --------------------------------- | --------------------------------- |
| الدرجة القصوى °ف (°م)             | 91 (33)                           | 92 (33)                           | 95 (35)                           | 102 (39)                          | 97 (36)                           | 104 (40)                          | 97 (36)                           | 98 (37)                           | 110 (43)                          | 106 (41)                          | 101 (38)                          | 94 (34)                           | 110 (43)                          |
| متوسط درجة الحرارة الكبرى °ف (°م) | 64.9 (18.3)                       | 63.7 (17.6)                       | 64.3 (17.9)                       | 65.9 (18.8)                       | 68.1 (20.1)                       | 71.3 (21.8)                       | 74.4 (23.6)                       | 75.2 (24.0)                       | 74.9 (23.8)                       | 72.8 (22.7)                       | 68.9 (20.5)                       | 65.2 (18.4)                       | 69.1 (20.6)                       |
| متوسط درجة الحرارة الصغرى °ف (°م) | 49.3 (9.6)                        | 50.2 (10.1)                       | 51.9 (11.1)                       | 54.1 (12.3)                       | 56.7 (13.7)                       | 61.3 (16.3)                       | 64.1 (17.8)                       | 64.4 (18.0)                       | 62.9 (17.2)                       | 59.3 (15.2)                       | 53.3 (11.8)                       | 48.9 (9.4)                        | 56.4 (13.5)                       |
| أدنى درجة حرارة °ف (°م)           | 27 (−3)                           | 34 (1)                            | 35 (2)                            | 42 (6)                            | 45 (7)                            | 48 (9)                            | 52 (11)                           | 51 (11)                           | 47 (8)                            | 43 (6)                            | 38 (3)                            | 32 (0)                            | 27 (−3)                           |
| الهطول إنش (مم)                   | 2.71 (69)                         | 3.35 (85)                         | 1.85 (47)                         | 0.7 (18)                          | 0.22 (5.6)                        | 0.08 (2.0)                        | 0.03 (0.76)                       | 0.05 (1.3)                        | 0.21 (5.3)                        | 0.56 (14)                         | 1.11 (28)                         | 2.05 (52)                         | 12.92 (327.96)                    |
| المصدر: The Weather Channel       |                                   |                                   |                                   |                                   |                                   |                                   |                                   |                                   |                                   |                                   |                                   |                                   |                                   |

## توأمة
لمانهاتان بيتش (كاليفورنيا) اتفاقيات توأمة مع كل من:
- ريدوندو بيتش
- هيرموسا بيتش

## أعلام
- جاكسون ماكراكين
- جوش روزين
- جون فيرتشايلد
- جيف تارانغو
- غافين هوفر
- هيو إس. فولر
- مارجوري رينولدز
- فرانك رايلي
- ويليام بي. كين